# همه چیز درباره زنان
همه چیز دربارهٔ زنان‌ها (به انگلیسی: All About Women)، که در اصل با نام عنوان همه زنان‌ها بد نیستند، نیز شناخته می‌شود. نام یک فیلم کمدی و رومانتیک چینی محصول سال ۲۰۰۸ به کارگردانی تسوی هارک است. داستان فیلم بر زندگی سه زن و روابط عاشقانه آنها متمرکز می‌باشد.